# VooV Festival

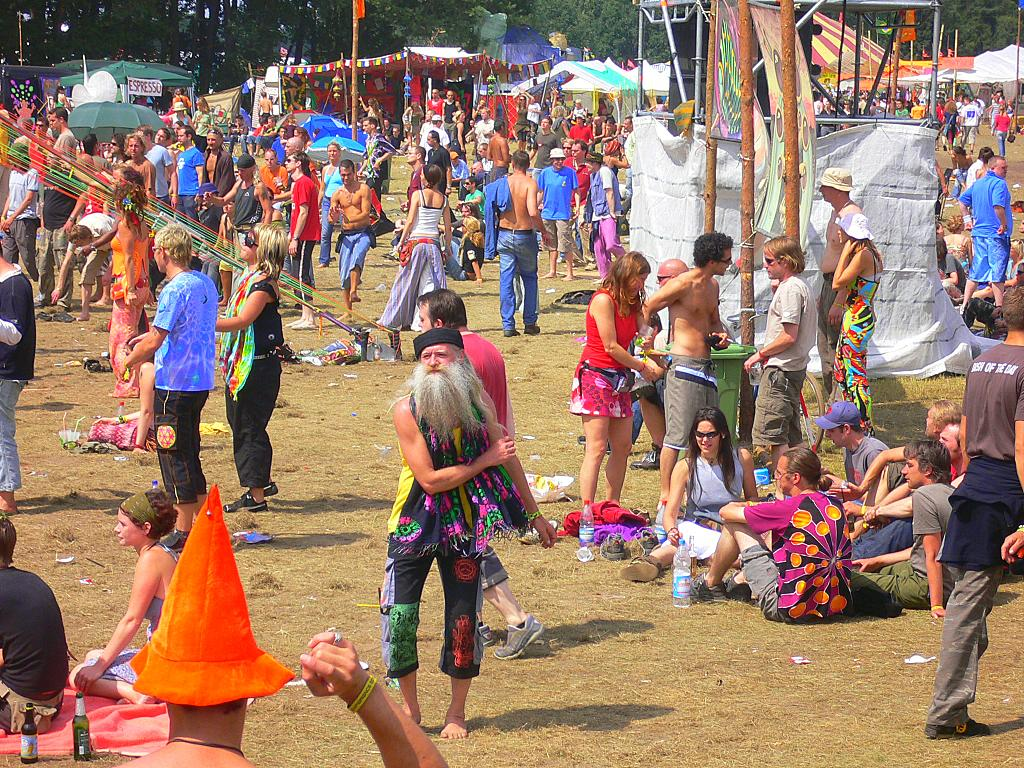
VooV Experience 2005

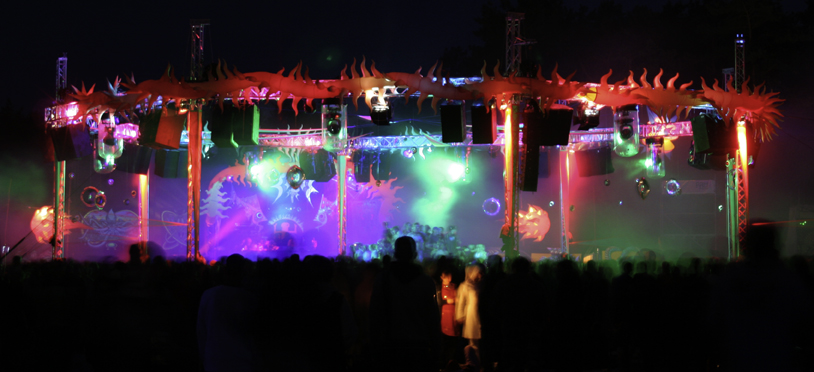
Der Mainfloor bei Nacht

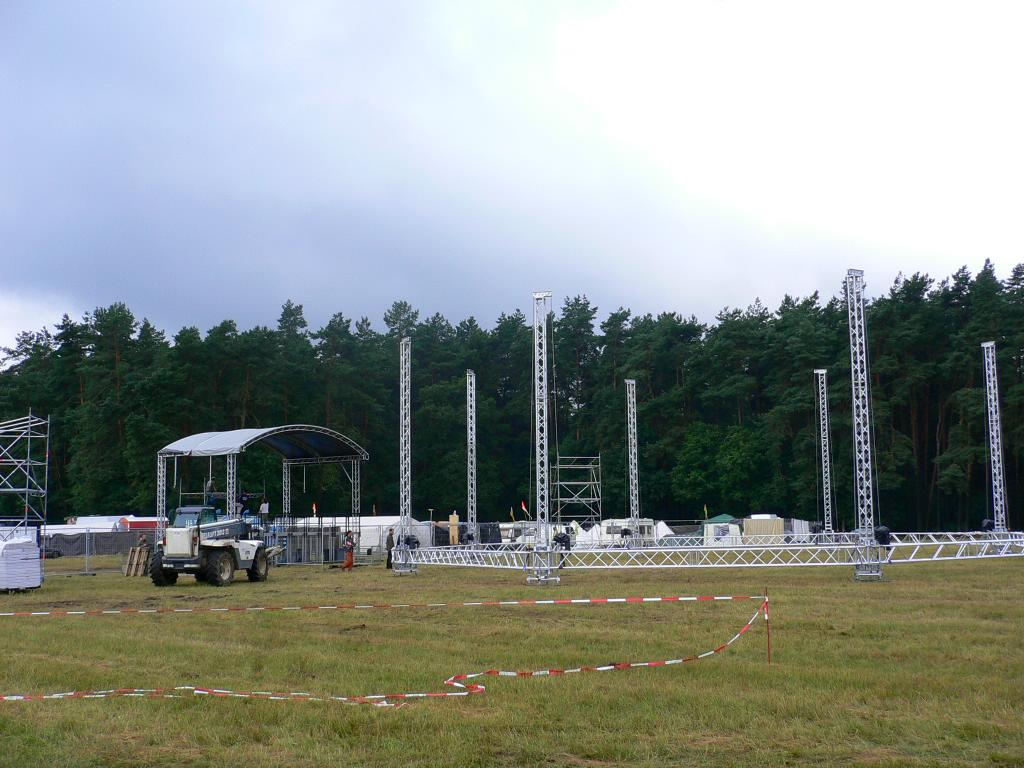
Aufbau des Festivals

Die VooV Experience (zeitweise nur VuuV genannt) ist ein jährlich stattfindendes Musikfestival mit über 5.000, in früheren Jahren bis zu 20.000 Besuchern.
Die erste Voov fand 1991 statt und erreichte 1992 in Sprötze 2000 Besucher, sie ist somit eine der ältesten Goa-Partys in Deutschland. Aus der Gartenparty mit einigen 100 Leuten wurde eines der großen Goafestivals in Europa. Nach einigen Ortswechseln findet die VooV seit 2001 in Putlitz statt. Veranstalter waren bis zur VooV 2006 die DJs Scotty und Antaro. Im Jahr 2007 zog sich Antaro als Veranstalter zurück. Scotty führt die Veranstaltung mit dem alten Organisationsteam unter dem Namen VuuV fort, Veranstaltungsort blieb Putlitz.
Da das Festival dort hoch angesehen ist, gibt es auch ein Rahmenprogramm, in das die Stadt Putlitz mit einbezogen ist. Im Jahr 2005 hat es das Fußballteam ‚VuuV‘ erstmals geschafft, ein Unentschieden gegen die Auswahl der Putlitzer zu erringen.
Von 2004 bis 2008 war das Veranstaltungsgelände, auch nach Abbestellung des planmäßigen Verkehrs der Strecke Pritzwalk – Putlitz, mit Sonderzügen über den nur für diese Veranstaltung bedienten Haltepunkt Putlitz Süd zu erreichen.
Nach Beschwerden und Auflagen zur Reduzierung der Lautstärke auf der Vuuv 2010 zog die Veranstaltung für die Vuuv 2011 auf ein Gelände im nahegelegenen Krumbeck. Für die Vuuv 2012 wurde ein neues Gelände wiederum bei Putlitz gefunden, nun zwei Kilometer entfernt.
Die Vuuv 2013 fiel aus, da 2012 nicht genügend Besucher zur Veranstaltung gekommen waren und das Konzept für 2014 überarbeitet werden sollte. Im Dezember 2013 wurde die Vuuv dann als „Vuuv | Rebirth 2014“ angekündigt.
Im Jahr 2016 bekam die Veranstaltung wieder ihren ursprünglichen Namen zurück und heißt wieder VooV Experience.